# Sofie Haugen
Sofie Karoline Haugen (Sandefjord, 22 de abril de 1995) es una deportista noruega que compite en patinaje de velocidad sobre hielo.
Ganó dos medallas en el Campeonato Europeo de Patinaje de Velocidad sobre Hielo en Distancia Individual, plata en 2022 y bronce en 2018.

## Palmarés internacional
| Campeonato Europeo en Distancia Individual | Campeonato Europeo en Distancia Individual | Campeonato Europeo en Distancia Individual | Campeonato Europeo en Distancia Individual |
| Año                                        | Lugar                                      | Medalla                                    | Prueba                                     |
| ------------------------------------------ | ------------------------------------------ | ------------------------------------------ | ------------------------------------------ |
| 2018                                       | Kolomna (Rusia)                            | Medalla de bronce                          | Velocidad por equipos                      |
| 2022                                       | Heerenveen (Países Bajos)                  | Medalla de plata                           | Persecución por equipos                    |